# René Belbenoît
René Belbenoît, né le 4 avril 1899 à Paris 13e  et mort le 26 février 1959 à Lucerne Valley, est un prisonnier et bagnard français. Il est connu pour avoir été emprisonné à l'île du Diable en Guyane et s'en être échappé.

## Biographie

### Enfance
Fils de Louis Marie Émile Belbenoît (Saint-Vit, 1868- Saint-Vit, 1929), employé de chemin de fer, et de Christine Louise Daumière, René Belbenoît naît le 4 avril 1899 au 123, rue du Chevaleret à Paris 13e ,.

Lors de son enfance, dans les années 1900, Belbenoît est abandonné par sa mère, Louise Daumière, trois mois après la naissance, lorsqu'elle obtient le poste de gouvernante dans la famille du Tsar de Russie. Elle est décrite comme jeune, ambitieuse et autoritaire, des traits qui la poussent à privilégier sa carrière et son désir d'ascension sociale au détriment de son rôle de mère. La relation de René Belbenoît avec sa mère figure lointaine et presque étrangère sera un des tournant de sa vie :
Je crois que mon destin a été marqué le jour où ma mère abandonna mon père et est partie pour la Russie.
— Dry Guillotine: Fifteen Years Amongst the Living Dead (1938), Introduction, page 10
Cette situation d’abandon laisse René uniquement sous la garde de son père, un homme modeste, humble et attaché à son métier de mécanicien en chef, qu’il exerce avec passion et fierté. Contrairement à la mère, qui reproche à son mari son manque d’ambition, le père de René est décrit comme un homme simple et satisfait de sa vie professionnelle. Le père de Belbenoît, Louis Belbenoît, qui travaille comme conducteur de train du Paris-Orléans Express, est rarement à la maison et ne peut élever le jeune René seul. Belbenoît est alors envoyé vivre chez ses grands-parents.
Le 3 novembre 1906 il est condamné à Tarascon à l’âge de 7 ans "pour vol et infraction aux chemins de fer" à Tarascon dans le département des Bouches-du-Rhône.
En 1911, lorsque Belbenoît a 12 ans, ses grands-parents meurent subitement et, à nouveau sans soutien parental, est envoyé chez son oncle à Paris. L’introduction de «Dry Guillotine: Fifteen Years Amongst the Living Dead p11» mentionne que son oncle était manager au Café du Rat Mort, situé 16 rue Frochot dans le 9-ème arrondissement, quartier de Pigalle. Belbenoît louait avec son oncle une chambre au-dessus du café,.

Entre 1913 et 1916, Belbenoît travaille dans une boîte de nuit populaire, le Café du Rat Mort, place Pigalle, à Paris. Lieu haut en couleur sur la place Pigalle, fréquenté par les peintres et les sculpteurs et ainsi nommé parce que l’un d’eux avait peint le cadavre d’un rat sur l’une des murailles. 
«Le Rat Mort était fréquenté par des actrices et des demi-mondaines vêtues de robes somptueuses et couvertes de bijoux. Montmartre était le grand centre des réjouissances parisiennes. Les plus connus d’entre les fêtards d’Europe, les femmes les plus convoitées et les plus richement entretenues fréquentaient chez son oncle.»
— Dry Guillotine: Fifteen Years Amongst the Living Dead (1938), Introduction, page 11 
Adolescent livré à lui-même, il fait vite connaissance avec la justice pour de petits vols à l'étalage en 1916 et n'échappe pas à la maison de correction. Son dossier de matricule de bagnard précise qu’il a été condamné par le Tribunal de la Seine le 16 mars 1917 pour abus de confiance et envoyé en colonie pénitentiaire pour juvénile jusqu’à sa majorité. À cette époque la majorité était fixée à 21 ans depuis la promulgation du Code Civil Napoléonien du 21 mars 1804. 

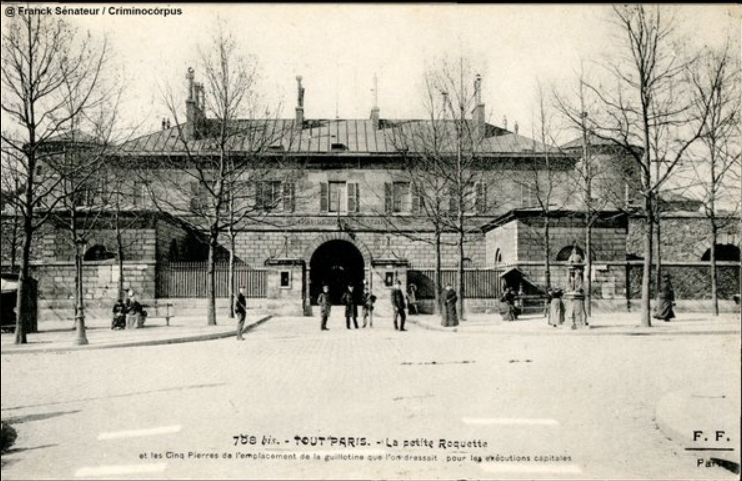
Prison de la Petite Roquette, Paris

Son registre de Matricule de la Seine mentionne que son adresse est la "prison de la Petite Roquette" à Paris (166 et 168 rue de la Roquette dans le 11e arrondissement). Il y était enfermé sous le régime de la colonie pénitentiaire juvénile comme Jean Genet plus tard en 1925, avant son orientation à la colonie agricole et pénitentiaire de Mettray. L’institution avait pour objectifs la rééducation et double vocation punitive et éducative, bien que dans la pratique, les conditions étaient souvent proches de l’enfermement carcéral classique.
Le 21 juin 1917 il est à nouveau condamné pour vol par le même tribunal et confirmé en colonie pénitentiaire jusqu’à sa majorité.

### Carrière militaire

#### Première guerre mondiale
De 1916 à 1917, Belbenoît sert dans l'armée française, lors de la Première Guerre mondiale. Âgé de 17 ans, Il survit à la Bataille de Verdun, qui fait 305 000 morts et 400 000 blessés dans les camps Français et Allemand.
Belbenoît devance l'appel en 1918, à l'âge de 19 ans, et effectue son Service militaire pendant que l'Armée Française signe l'Armistice entre la France, le Royaume-Uni et l'Allemagne le 11 novembre 1918. Il quitte l'armée en 1920.
Il existe deux dossiers de service militaire pour René Belbenoît. Le premier, issu du registre de la Seine, le mentionne sous le numéro de matricule 5322. En France, les conscrits étaient enregistrés dans leur lieu de naissance, ce qui déterminait leur lieu d'incorporation militaire selon la division administrative appelée "département." Il est précisé qu'il devait rejoindre le 104-ème régiment d'infanterie le 15 juillet 1918, à l'âge de 19 ans. La Chambre des députés française avait approuvé, le 28 décembre 1917, l'incorporation anticipée de la classe 1919 au printemps 1918, soit un an avant le calendrier habituel.
Cependant, ce même dossier indique que Belbenoît a été exempté le 2 juillet, ayant été enrôlé à la station militaire des Bouches-du-Rhône (Marseille) sous le numéro de matricule 4997 le 1er juillet 1918 pour la classe 1919.
Comme Belbenoît se trouvait à Marseille en 1918 on peut émettre l’hypothèse qu’il bénéficia d’une mesure de libération ou de clémence liée au décret sur la conscription du 28 décembre 1917 pour sortir de la colonie pénitentiaire. Dans ce dossier du registre du matricule de la Seine, la profession de Belbenoît est indiquée comme "matelot".
Néanmoins la fiche du registre des Matricules de Marseille, mentionne sa profession comme "garçon de café" et note sa taille de 1,62 mètre. Le 12 juillet 1918, il fut affecté au 40 -ème régiment d'infanterie comme soldat de deuxième classe (numéro de matricule 16964) le 1er juillet 1918. Les archives du 40 -ème régiment d'infanterie montrent que, de juillet à décembre 1918, le régiment était actif dans l'Armée d'Orient, combattant sur le front macédonien entre la Bulgarie et la Roumanie.
Or le 24 décembre 1918, Belbenoît fut transféré au 97 -ème régiment d'infanterie (numéro de matricule 26036). Dans l'introduction de « Dry Guillotine: Fifteen Years Amongst the Living Dead (p15) », Belbenoît affirme qu'il s'est rendu en Belgique et a été promu caporal du 97ème régiment près de Roulers le 11 novembre 1918.
Cette affirmation est sujette à caution, car la bataille de Roulers fit partie des opérations de la bataille de Courtrai les 14 et 15 octobre 1918, alors que Belbenoît était encore avec le 40-ème régiment et probablement stationné au dépôt régimentaire plutôt qu'avec l'Armée d'Orient en Europe de l'Est. Le 97-ème régiment d'infanterie a obtenu le droit d'inscrire "Roulers 1918" sur son drapeau régimentaire, ce qui a peut-être conduit Belbenoît à associer cet honneur à son service, s’attribuant d’avoir participé à cet événement.
Belbenoît fut ensuite incorporé au 409-ème régiment d'infanterie le 17 mai 1919 (numéro de matricule 6782). À cette époque, le 409-ème était stationné autour de Sarrebruck, en Allemagne.
Des transferts de personnel eurent lieu avant la dissolution du 409-ème, Belbenoît fut transféré au 415-ème régiment d'infanterie le 7 août 1919 (numéro de matricule inconnu). Les dossiers régimentaires du 409-ème regiment d’infanterie
suggèrent dès le mois de juillet des  transferts au 415-ème RI pour servir dans l'Armée d'Orient. Le 12 août 1919, cinq hommes, peut-être y compris Belbenoît, furent transférés au dépôt régimentaire d'Antibes, en France. Les autres cent vingt-trois autres hommes furent envoyés au dépôt de Lens, ce qui soutient l'hypothèse que Belbenoît a peut-être volontairement choisi de servir dans l'Armée d'Orient. Le 409-ème régiment d'infanterie fut dissous le 13 août 1919.

#### Campagne du levant et rapatriement en France
Le 415-ème régiment d'infanterie était destiné à la Syrie en janvier 1919 pour établir la domination française sur les anciens territoires ottomans. Ses unités débarquèrent à Beyrouth entre le 28 février et le 12 avril 1919. À partir de juillet 1919, le régiment de Belbenoit participa aux combats en Cilicie contre les nationalistes turcs. La première confrontation du 415-ème régiment d'infanterie eut lieu lors des incidents à Kadmous et Mrékeb le 21 juillet 1919. Le 30 octobre 1919, des événements violents éclatèrent à Mezrant Ech Chouf ; une compagnie y fut dépêchée et, en décembre, une autre compagnie fut envoyée en garnison à Saïda et Djedeide (Merdjayoum) au sud du Chouf. Au début de 1920, le régiment fut rattaché à la 3-ème division du Levant et combattit en Syrie contre le royaume arabe. L'armistice du 30 mai 1920 suspendit les hostilités avec les nationalistes turcs de Mustafa Kemal, mais les nationalistes arabes, partisans de l'émir Fayçal, provoquèrent des incidents à Damas. Le 415-ème régiment d'infanterie fut l'un des régiments engagés dans la bataille de Khan Mayssaloun le 24 juillet 1920.
Dans «Dry Guillotine: Fifteen Years Amongst the Living Dead (p15)» Belbenoît affirme avoir été nommé sergent-chef à Alexandrette au 2e régiment de tirailleurs après la capture de Alep en juillet 1920 faisant suite à la bataille de Khan Mayssaloun. Mais son registre militaire ne mentionne pas une telle affectation et promotion avant son envoi en Syrie. Belbenoît aurait été démobilisé à la mi-1920 pour raison médicales et envoyé en convalescence en France. Interné médical à l’hôpital Percy de Clamart il obtient autorisation de sortie en février 1921. Il semble qu’il obtint un congé médical car il fut rappelé par le 141-ème régiment d'infanterie le 3 mai 1921 mais ne se présenta pas. Un ordre de route fut émis, exigeant qu'il se présente entre le 20 juin et le 5 juillet, mais il ne s'y conforma pas. Le 6 juillet 1921, il fut déclaré "manquant" et plus tard noté comme "insoumis" (absent ou refusant de se présenter). Il fut retiré de la liste des insoumis le 20 septembre 1921, après avoir été arrêté le 12 septembre 1921 pour cambriolage.

### Cambriolages et vols à l'étalage
Lors de la période 1920/1921, Belbenoît commet de nombreux cambriolages et vols à l'étalage. Il commet ses forfaits à Tours, Saint-Nazaire, Chartres, Nantes et Dijon, souvent dans une entreprise qui l'emploie ou qui l'a employé. Âgé de 21 ans à 22 ans a l'époque des faits — qui se déroulent sur un an — Belbenoît fait un nombre important de victimes. Il n'a pas de critère particulier dans le choix de ses proies, qu'il peut connaître très bien, assez bien, modérément, peu, voire pas du tout.
Sur son registre de matricule militaire, l'adresse de Belbenoît enregistrée le 4 mai 1921 était la Gendarmerie de Besançon.
En juin 1921, Belbenoît commence à travailler dans un restaurant de Besançon comme plongeur, pour huit francs par jour avec chambre et repas. Après y avoir travaillé seulement 11 jours, Belbenoît vole un portefeuille contenant 4000 francs, puis une motocylette avec laquelle il quitte Besançon et part s'installer à Nantes.
Lorsqu'il arrive à Nantes en juillet 1921, Belbenoît trouve du travail comme valet de chambre au château Ben Ali, propriété de la comtesse d'Entremeuse. Malgré la bienveillance de son employeur, Belbenoît ne travaillera qu'un mois au Château.
En août 1921, alors qu'il travaille au Château Ben Ali, Belbenoît profite de sa position pour voler les perles de la comtesse d'Entremeuse ainsi qu'un peu d'argent qui traînait sur sa coiffeuse. Belbenoît s'enfuit à Paris, en train. Après seulement deux jours passés dans la capitale, Il part finalement pour Dijon.[source insuffisante]
Le 18 août 1921, Belbenoît est embauché comme « garçon de salle » dans un restaurant situé à Dijon. Dès le lendemain de son embauche, Belbenoît s'introduit par effraction dans la pièce contenant la recette et dérobe 2800 francs dans la caisse. À la suite de son forfait, Belbenoît s'enfuit à nouveau en train à Paris. Arrivé là, Belbenoît envoie une lettre à sa patronne dans laquelle il la remercie pour les 2800 francs. La patronne dépose plainte et la police parvient, à l'aide du tampon de la Poste, à remonter jusqu'à René Belbenoît, 22 ans, recherché par la police de Tours, Saint-Nazaire, Chartres, Nantes et Besançon.
René Belbenoît est arrêté à Paris, le 21 août 1921, et placé en détention provisoire.

### Condamnation au Bagne de Cayenne
Lors de sa détention, après sa première inculpation pour le vol du restaurant de Dijon, Belbenoît est également inculpé pour les multiples vols, arnaques et cambriolages pour lesquels il était recherché. Il est une première fois condamné le 14 décembre 1921 à cinq ans de travaux forcés par la cours d'assises d'Indre-et-Loire le 14 décembre 1921 pour "vols qualifiés". Ensuite il est condamné à Saint-Nazaire le 29 décembre 1921 à deux ans de travaux forcés pour "vol".
Bien que les faits commis par Belbenoît soient, indépendamment de ses précédents délits pour les faits de cambriolages et de vols à l'étalage commis à Tours, Saint-Nazaire, Chartres, Besançon, Nantes, le jeune homme est renvoyé devant la Cour d'assises de Dijon, pour des délits étant commis en « état de récidive ». René Belbenoît comparaît le 22 mai 1922, devant la Cour d'assises de Dijon. Belbenoît est alors âgé de 23 ans et a déjà derrière lui un lourd passé qui n’incite pas à l’indulgence. Par ailleurs, lors du procès, Belbenoît adopte un comportement hautain, ne manifestant aucun remords et il se montre distant. De plus, la Cour d'assises tient également compte de l'« état de récidive » dans lequel il se trouve. Au terme de sa journée de procès, Belbenoît est condamné à 8 ans de travaux forcés le 29 Mai 1922 par la cours d'assises de la Côte d'Or pour "vol qualifié" commis le 18 août 1921. Cette peine est confondue avec la condamnation précédente à cinq ans de travaux forcés par la cours d'assises d'Indre-et-Loire le 14 décembre 1921. Sa peine ayant commencé le 12 septembre 1921, Belbenoît est soumis à la surveillance de haute police pour dix années à l'expiration de cette peine. En vertu de l'astreinte au «doublage», cette sentence signifie qu'au-delà du temps de travaux forcés, le condamné est astreint à une résidence forcée perpétuelle en Guyane. Le jury et le tribunal ne pouvaient en outre ignorer le principe du doublage. Il est écroué au dépôt le 8 septembre 1922.
Contestant sa condamnation, Belbenoît forme un pourvoi en cassation mais la Cour de cassation rejette le pourvoi quelques mois plus tard. Mais son dossier de matricule de bagnard mentionne qu'il n'y a pas eu de pourvoi. Belbenoît intègre, en janvier 1923, la prison de Saint-Martin-de-Ré dans l'attente de son transfert au Bagne de la Guyane française.
Son dossier de matricule montre également qu'il a demandé une pension d'invalidité liée au service militaire, en raison de maladies liées au paludisme et à une pneumonie. Cette demande fut enregistrée le 8 novembre 1921 lorsque Belbenoît était en détention. Une pension de 20% lui fût accordée par décision spéciale à Bordeaux le 26 décembre 1922, après sa condamnation du 25 mai 1922. Une décision du 17 mai 1933 réduisit cette pension à 10%.
Au matin du 7 juin 1923, Belbenoît quitte la prison de Saint-Martin-de-Ré à bord du cargo Le Martinière. Le trajet dure quatorze jours dans un climat de grande violence entre les condamnés transportés — tueurs et voleurs mêlés.

### Bagnes de Guyane et tentatives d'évasions

#### De Saint-Laurent-du-Maroni vers Le Nouveau Camp

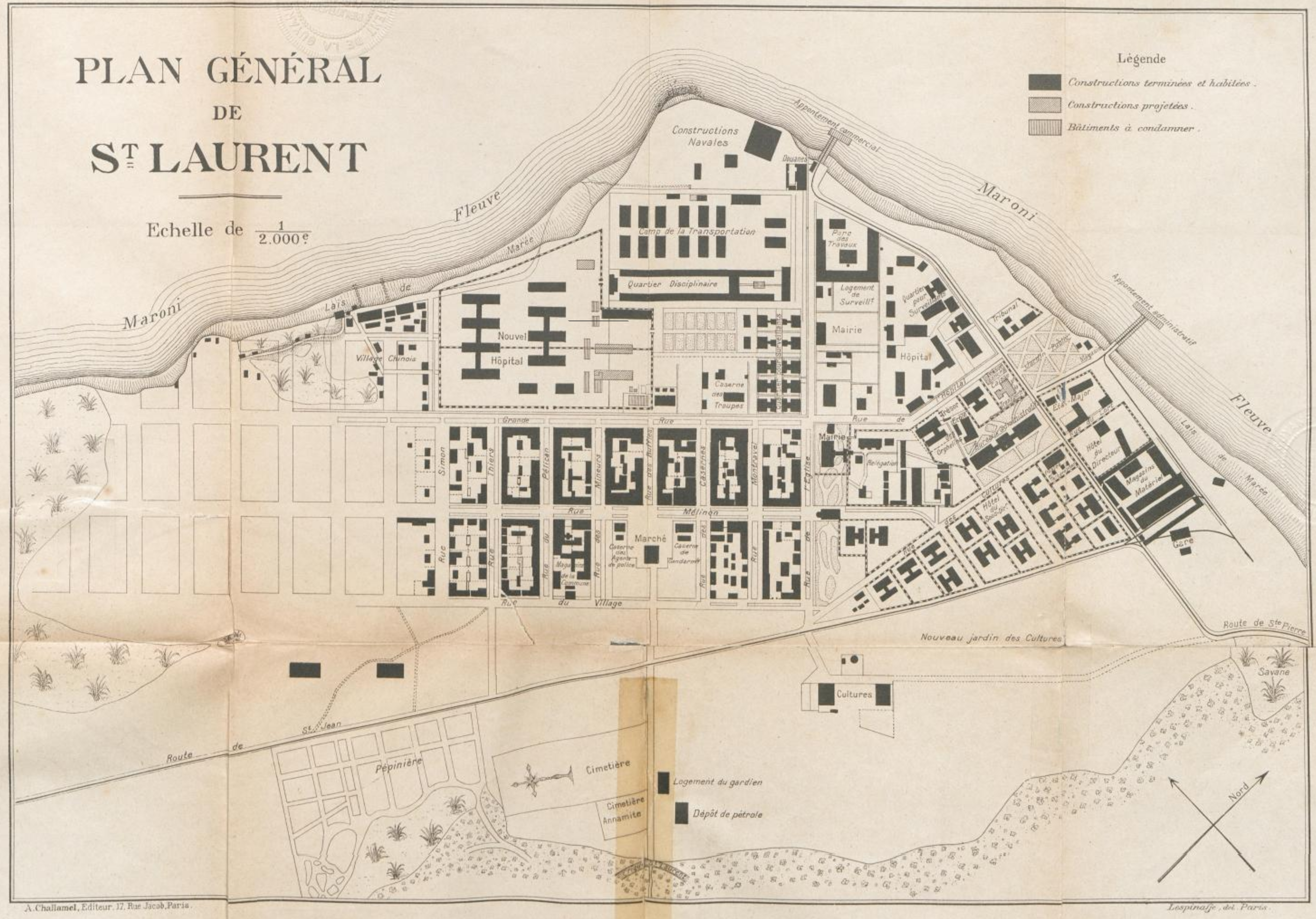
Plan général de Saint-Laurent-du-Maroni, Guyane, 1911

René Belbenoît débarque le 27 juin 1923, au bagne de Saint-Laurent-du-Maroni avec le statut de « transporté ». Belbenoît est ensuite dirigé vers le "Nouveau camp", annexe du camp de Saint-Laurent réservé aux "travaux legers" ou aux "impotents". Son affectation au "Nouveau Camp" lui sauva sans doute la vie car il n'était pas astreint aux Travaux Forcés dans les camps forestiers (" pour faire le stère") qui lui aurait irrémédiablement apporté de la déchéance physique et de la fièvre («Dry Guillotine: Fifteen Years Amongst the Living Dead, page 66» ). Son affectation dans un camp de travaux légers pourrait s'expliquer parce que Belbenoît était pensionné invalide reconnu depuis le 26 décembre 1922. Âgé de seulement 24 ans, Belbenoît propose un premier plan d'évasion à l'un de ses codétenus, Léonce, qui accepte sa proposition, cherchant également à s'évader. Malgré les mises en garde des détenus plus expérimentés, les deux bagnards préparent alors des provisions et un radeau, afin d'assurer leur évasion. En juillet 1923 Belbenoît écope de sa première punition de 20 jours de cachot pour "évasion".

#### Premières évasions
Le 14 août 1923, Belbenoît fait sa première tentative d'évasion au "Nouveau camp" dans l'arrondissement du Maroni  en compagnie de Léonce. Ils embarquent sur leur radeau mais, le courant de la mer étant relativement fort, les deux bagnards s'échouent quelques kilomètres plus loin sur la rive française. Ils y passent la nuit dans des circonstances traumatisantes, comme il l'expliquera dans son livre. Dès le lendemain matin, René et Léonce reprennent leur radeau et parviennent jusqu'en Guyane Hollandaise. Ils abordent la rive mais, pénétrant dans la jungle, René et Léonce sont encerclés par une troupe d'Indiens, qui les ramènent d'abord à Albina et le jour d'après, le 18 août 1923, au bagne de Saint-Laurent-du-Maroni . Les deux bagnards sont condamnés au cachot dans les Locaux Disciplinaires (L.D.), prison dans la prison et lieu de détention des bagnards repris après une évasion. Belbenoît ressort en vie, sinon indemne, de ce séjour punitif et devient ensuite infirmier. Mais ni le dossier de registre de bagnard, ni le livre «Dry Guillotine» ne mentionne cette qualité d'infirmier. Il projette alors une nouvelle évasion. Belbenoît est mis "convalescent sans travail" le 31 janvier 1924 et ensuite classé "impotent sans travail" pour trois mois le 4 février 2024. Il de nouveau dirigé vers le "Nouveau camp". Entre mai et juin 1924 il écope de 50 jours de punitions principalement pour indiscipline.
Le 18 novembre 1924, vers 21h, Belbenoît s'évade de nouveau du "Nouveau Camp", en compagnie d'une bande de «durs»: «Lulu», «Gispy», «Jojo» (compagnon de Gipsy), «Le Basque», et trois autres bagnards. Le récit de Belbenoît  "Dry Guillotine" («Dry Guillotine: Fifteen Years Amongst the Living Dead, pages 91-103» ) mentionne quant à lui «Marseillais», «Grand Marcel», «Le Basque», «Gispy» ou dit le «Vieux Polletti (amputé à la jambe de bois), «Petit Robert» (compagnon de Gipsy) et «Dédé» (le frère de «Grand Marcel»). Il avait pour réussir cette entreprise réuni une somme de 500 F («Dry Guillotine: Fifteen Years Amongst the Living Dead, page 87» ). Mais, dès le lendemain matin, la pirogue utilisée par les évadés est déviée par le vent vers la côte hollandaise. «Le Basque», se prétendant expérimenté, convainc le groupe d'attacher la pirogue par des cordelettes. Mais la corde rompt dès les premières vagues, la pirogue emportant leurs provisions. En mesure de rétorsion, «Le Basque» est poignardé (par «Marseillais»)  en plein cœur sur l'ordre de «Lulu» (ou «Grand Marcel»). Quelques jours plus tard, après un long périple, «Gipsy» tue «Jojo» (ou «Petit Robert»)  à coups de sabre afin de le voler. À la suite de la découverte du corps de «Jojo» (ou «Petit Robert») par les autres évadés, «Lulu» ( ou «Grand Marcel») poignarde «Gipsy» et l'éventre, avant que les cinq membres survivants ne le mangent. Le lendemain, le troupe reprend sa marche vers la Guyane Hollandaise, avant d'être encerclée par des soldats («Dry Guillotine: Fifteen Years Amongst the Living Dead, page 103» ) ramenant la bande au bagne de Saint-Laurent-du-Maroni, au camp de l'Acarouany sur la commune de Mana le 24 novembre 1924). Belbenoît voit sa peine alourdie de six mois, alors que les autres prennent un an supplémentaire. Mais son registre de matricule de bagnard mentionne au 13 juin 1925 que le Tribunal Maritime Spécial (T.M.S.) l'acquittera des faits d’évasion entre les 16 et le 18 août 1923 et entre le 18 et le 11 novembre 1924. Belbenoît dira dans son livre qu'au retour de l'expédition, il «n'était plus lui-même», abruti par la faim et la fatigue.

#### Le camp de Charvein
Ensuite selon Belbenoît  («Dry Guillotine: Fifteen Years Amongst the Living Dead, page 130») il aurait été envoyé directement du Tribunal Maritime Spécial (T.M.S.) au camp disciplinaire des "Incos" ("camp Charvein") situé à 22 kilomètres au nord de Saint-Laurent.  

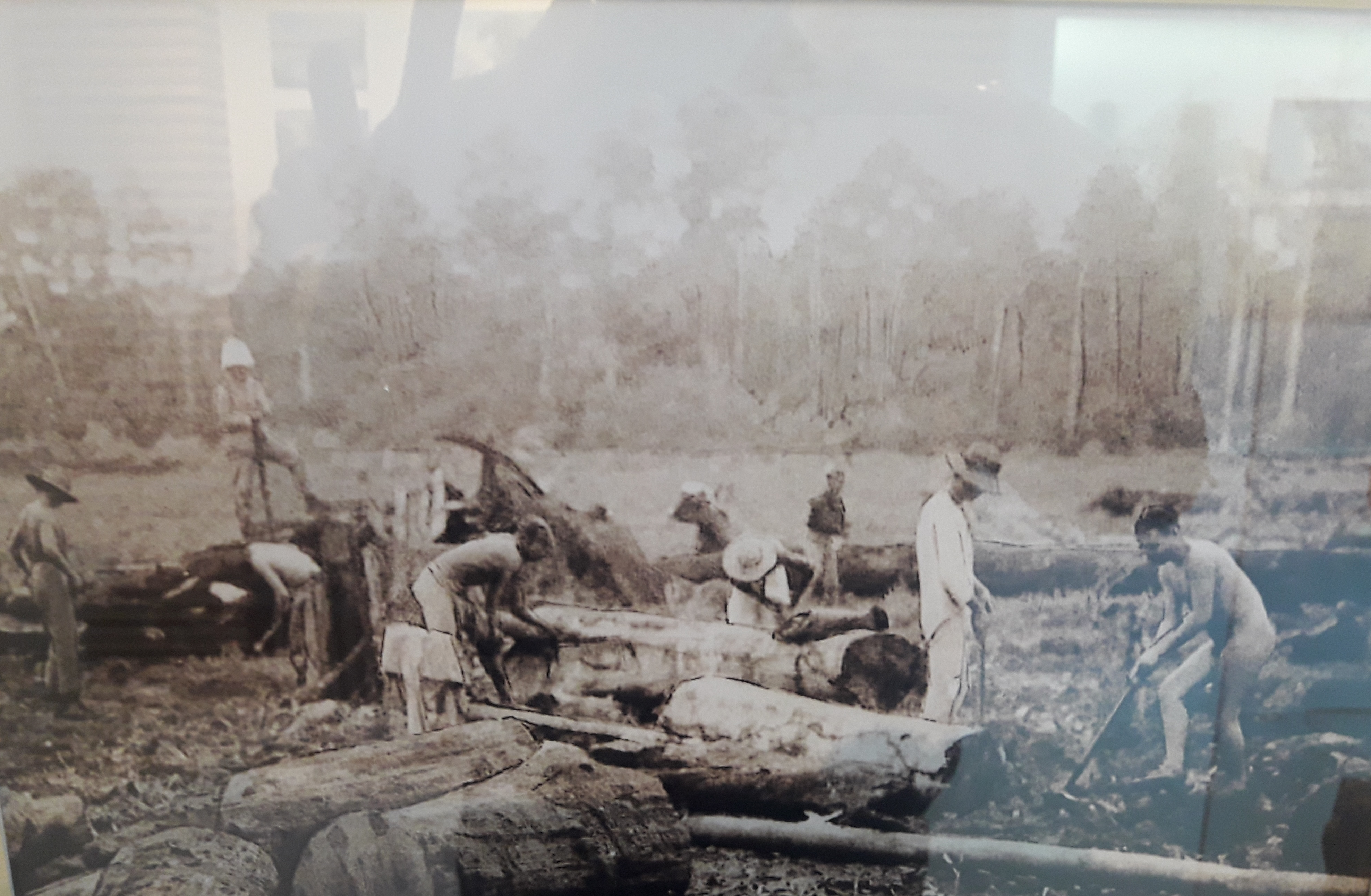
Le camp de charvein vers 1890, Guyane

En 1923 Albert Londres dans son reportage disait du camp : 
«Tous les indomptables du bagnes ont passé par là. Ils ont les cheveux coupés en escalier et sont complètement nus (...) la pioche sous l'épaule les condamnés passaient, rien qu'en chair et en os, sous le lourd soleil »
— Au bagne (1923), chapitre Chez les forçats qui sont nus, pages 156-158.

En 1930 Eugène Dieudonné, accusé à tort de faire partie de la bande à Bonnot, écrira dans son livre préfacé par Albert Londres " : 
«Charvein de fatidique mémoire, fut pendant des décades l'enfer de l'enfer. On y envoyait les récidivistes d’évasion, les réclameurs, les fortes têtes. Le silence était absolu de jour et de nuit.»
— La Vie des forçats (1930), section l'organisation du bagne.

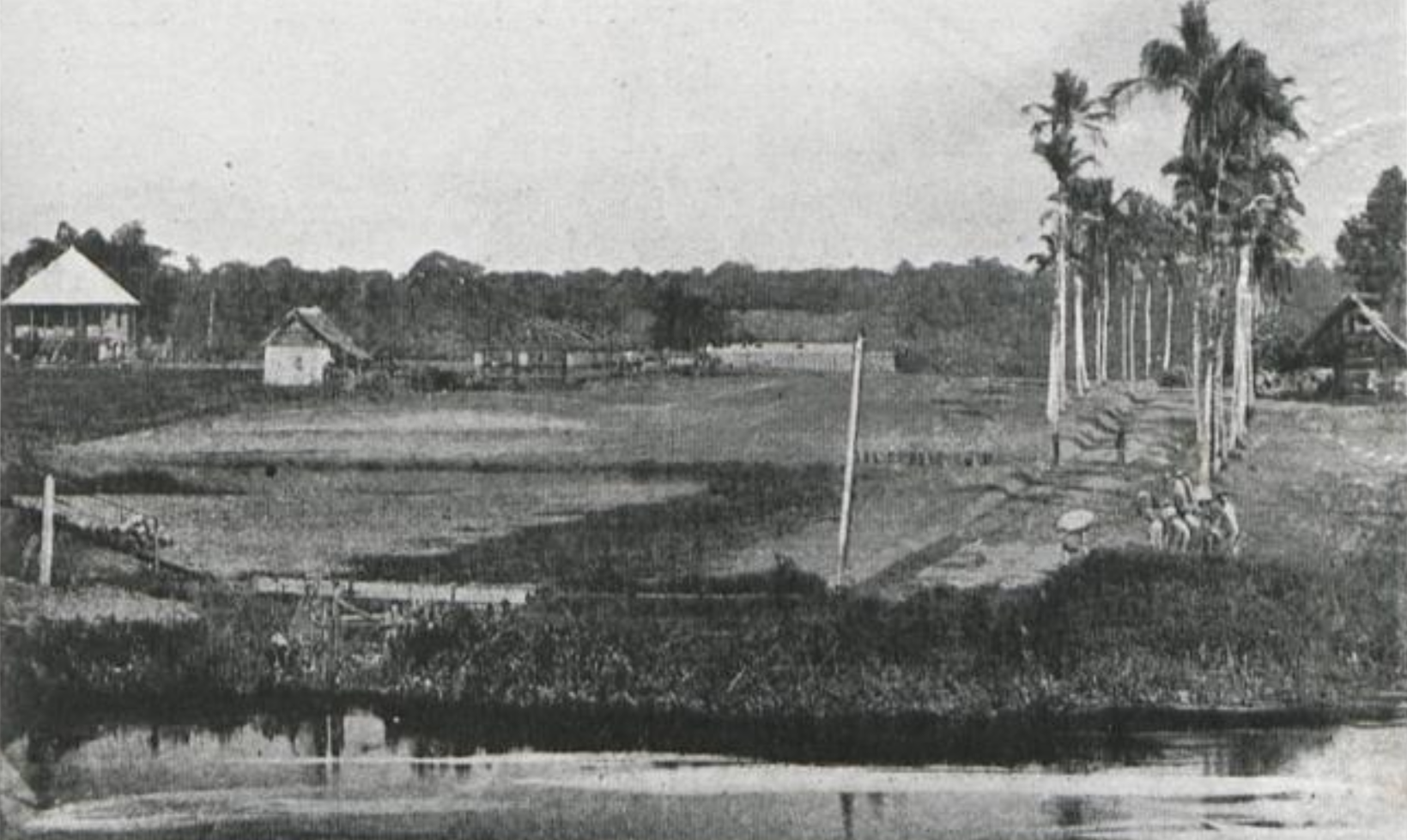
Vue du camp des "Incos", Charvein en 1911

Il y subira une punition de 20 jours de cachot en mai 1925 au motif "non malade". Puis puni de 60 jours de cachot en juin 1925 pour "absence illégale (évasion)". Classé "incorrigible" le 25 juin 1925, Belbenoît est ensuite déclassé "impotent" le 20 juillet 1925 sur sa requête au nouveau directeur de l'Administration Pénitentiaire (A.P.) («Dry Guillotine: Fifteen Years Amongst the Living Dead, page 137» ). Belbenoît aurait fait annuler ce classement, faisant valoir que trois condamnations pour évasion étaient nécessaires pour ce classement "incorrigible"   Le 17 septembre 1925 il est condamné par le Tribunal Maritime Spécial à Saint-Laurent-du Maroni pour "outrage à officier" (docteur) à six mois de cachot à effectuer aux Îles du Salut sur Île Saint-Josef . On peut noter qu'il sera amnistié de cette condamnation par décision du 11 août 1936 ( la durée de la condamnation ayant été d'ailleurs rendue illisible dans son dossier). Cette mesure punitive fait suite à ses précédentes évasions et à sa dernière punition. Il est ensuite acheminé aux Îles du Salut par le vapeur Mana faisant la navette entre Saint-Laurent et Cayenne, avec un arrêt aux îles.

#### Aux Îles du Salut, l'hospitalisation et la vie à Île Royale
Dans son dossier Belbenoît est noté interné aux Îles du Salut au 30 septembre 1925. Belbenoît est débarqué à l'Île Royale dans un brancard dû à son état physique déplorable et hospitalisé. Il écrit qu'il pesait 36 kilogrammes ou eighty pound («Dry Guillotine: Fifteen Years Amongst the Living Dead, page 143» ). Déprimé, il témoigne aussi qu'il y fût soigné sous la bienveillance du Docteur Louis Rousseau, auteur plus tard d'un témoignage contre le bagne qui oscille entre diagnostic et réquisitoire (Un médecin au bagne. Louis Rousseau, 1930, éditions Armand Fleury). Le Docteur Rousseau le sauvera de la peine de réclusion individuelle à l'Île Saint-Josef en le gardant à l'hopital à l'issue de ses six premiers mois aux îles. Il est libéré de l'hopital le 1er avril 1925. Le jour où le Docteur Rousseau quitta les îles, Belbenoît écrit :  
«En dehors du gouverneur Siadous, le docteur Rousseau est probablement le seul homme dont les forçats parlent encore. Mais on le rappela en France. Le jour où il quitta les îles, au moment où il s’embarquait dans le canot, les forçats lui offrirent un gros bouquet de fleurs cueillies par eux.»
— Dry Guillotine: Fifteen Years Amongst the Living Dead (1938), page 147

Les Îles du Salut en Guyane française, 1955. Au premier plan se trouve l'île Saint-Joseph, connue pour l'isolement cellulaire. À l'arrière se situe l'île Royale, et à l'arrière-droit, l'Île du Diable, réservée aux prisonniers politiques.

Néanmoins le Docteur Louis Rousseau resta aux Îles du Salut jusqu'au 12 mai 1922, date à laquelle il embarque pour la France métropolitaine, Belbenoît était encore en France. Il est donc douteux que Belbenoît ne l'ai jamais croisé, mais il restait sûrement attaché à la mémoire des convictions humanistes du Docteur Rousseau.
Belbenoît est classé "incorrigible" le 6 octobre 1925. Puis reclassé "impotent" trois mois le 6 avril 1926. Ensuite il mentionne avoir été aide comptable à la cambuse du camp, et devint précepteur de Susanne, la fille de seize ans d'un surveillant, romance qui attira l'attention du commandant des îles  («Dry Guillotine: Fifteen Years Amongst the Living Dead, page 166» ). Il est alors envoyé à Île Saint-Josef, 20 jours avant sa première punition aux îles, probablement en septembre 1926 («Dry Guillotine: Fifteen Years Amongst the Living Dead, page 177» ).

#### Punitions à Île Saint-Josef
Il y est puni de réclusion individuelle peut après son arrivée. D'abord en octobre 1926 de 15 jours de cachots pour "propos désobligeant", et ensuite le même mois, de 60 jours de cachot pour "maraude et liqueur". En décembre 1926 il écope de 30 jours pour "réclamation non fondée". Puis 30 jours supplémentaires le même mois pour "insinuation calomnieuse". 

Durant sa réclusion l'état psychologique Belbenoît oscille entre résilience et désespoir. Ses méthodes pour faire face — l'évasion imaginaire, des routines obsessionnelles et de petites victoires — sont des tentatives pour affirmer un contrôle dans un environnement réclusionnaire conçu pour le priver de son humanité. Cependant, le poids de l'isolement, de la malnutrition et de l'humidité le pousse vers un point de rupture, révélant à la fois les limites de son endurance humaine et la volonté indomptable de survivre. A bout il simule une bronchite et ensuite hospitalisé à Royale.
La porte massive de la cellule se referma sur moi. 90 jours à passer, seul et pour rien. 90 jours arrachés au soleil et à la lumière, à la vie des vivants ! Avec rien à regarder sauf une planche et un seau immonde... et quatre murs. (...)
J’ai inventé une occupation pour mes mains, ainsi que pour mon esprit : je balayais la cellule minutieusement, je me mettais à genoux pour extraire tout ce qui se trouvait dans les fissures. Avant qu’on m’apporte la soupe, je balayais encore la cellule. Avant de manger, je coupais mon pain en fines tranches avec mon rasoir, et je polissais ma cuillère jusqu’à ce qu’elle brille, avec un peu de terre et de poussière que j’avais gardées dans un coin grâce à mes balayages incessants. Après avoir mangé, je tirais les fils effilochés de mon pantalon et les séparais en petits morceaux. J’enlevais mon pantalon juste pour chercher un nouveau fil, et chaque fois que j’en trouvais un dans l’obscurité, où je commençais à voir comme un chat, c’était une découverte capitale. (...)
Pendant que je pensais et imaginais, je vivais. C’était une vie qui m’appartenait ! Une vie de rêve ! Quand mon voisin frappait sur le mur, ou quand le gardien ouvrait la porte de ma cellule pour m’apporter de la nourriture ou m’ordonner de sortir dans la cour pour l’exercice, cela m’irritait. Cela m’irritait énormément, car cela rompait le charme, et je devais recommencer toute la longue et détaillée vie en vision dans laquelle je parvenais à m’immerger complètement. (...)
Ma cellule était très humide. Et la plante de mes pieds avait ramolli, ce qui me causait beaucoup de problèmes, car j’avais l’habitude de marcher sans cesse de long en large. J’ai pris la décision de partir. J’en avais assez. Mon argent était presque épuisé. Je sentais que je faiblissais rapidement : deux jours sur trois à ne manger que du pain sec et à boire de l’eau, l’enfermement, le manque d’air, cette humidité qui faisait souffrir jusqu’aux os commençaient sérieusement à m’affaiblir.(...)

Avec mes derniers francs, j’ai persuadé le gardien d’aller chercher à l’infirmerie un peu d’acide sulfurique. Ce n’était qu’une petite quantité, mais c’était tout ce dont j’avais besoin. Le jour de la visite du médecin, environ trois heures avant l’heure prévue, j’ai commencé mon maquillage : comme les détenus appellent cela quand un homme se rend malade. J’ai versé l’acide dans ma cuillère et j’ai respiré les vapeurs provoquées par son action sur le métal. Quand je me suis retrouvé devant le médecin, mes poumons, à travers son stéthoscope, sifflaient de façon excessive. Je toussais et reniflais comme si j’avais un gros rhume. « Vous avez une bronchite », annonça le médecin, et il m’a envoyé à l’hôpital !»
— Dry Guillotine: Fifteen Years Amongst the Living Dead (1938), pages 177-183.

#### Réintégration au pénitencier de Saint-Laurent-du-Maron, nouvelle évasion et retour aux Îles
Belbenoît est ensuite réintégré au Maroni le 16 février 1927. Belbenoît est condamné à 8 jours de cachot en février 1927 pour avoir "passé du café aux cellulaires". À la suite de sa rencontre avec le couple Niles, en partance avec le «Tom Gibbons» un cargo américain à destination des mines d’aluminium de Moengo, en Guyane hollandaise, Belbenoît échafauda un nouveau projet d'évasion. Son souhait était que Mme Niles faciliterait peut-être son embarquement sur le cargo et interviendrait en sa faveur auprès des autorités hollandaise. («Dry Guillotine: Fifteen Years Amongst the Living Dead, page 191» ). Passant à Albina en Guyane hollandaise en payant un vieux libéré, Belbenoît projetait de marcher pendant quelques kilomètres de nuit, puis de passer la nuit dans la jungle, pour au petit matin arrêter à son passage la voiture de Mme Niles. A peine parti il se trouva nez à nez avec deux gendarmes hollandais qui le ramenèrent prisonniers à Albina, puis le lendemain matin à Saint-Laurent. En vertu d’un nouveau règlement (probablement lié à la nouvelle législation publiée le 18 septembre 1925), il écrivit au gouverneur Juvanon qu'un forçat ne pouvait être considéré comme évadé que s’il était absent depuis douze heures au moins. Démarche veine, même si  la clémence le Gouverneur Juvanon le sauva du Tribunal Maritime Spécial (T.M.S.) et de la réclusion individuelle en le faisant comparaître devant la Commission de Discipline («Dry Guillotine: Fifteen Years Amongst the Living Dead, page 222» ). Déclaré évadé au Maroni entre le 3 mai 1927 et réintégré le 4 mai 1927, il est puni de 30 jours de cachot au motif "évasion". Belbenoît est encore classé "incorrigible" le 17 juin 1927. Il est re-intégré aux Îles du Salut le 18 juin 1927. En juin 1927 il est puni de 15 jours de cachot au motif de "conversation pendant la promenade". Le 2 août 1927 il est une nouvelle fois classé aux "travaux légers" pour six mois.

#### Rencontre avec le couple Niles, journalistes américain
En juillet et août 1927, une journaliste britannique, ayant interviewé Belbenoît, publie une série d'articles sur la vie quotidienne des bagnards de Cayenne. Belbenoît, alors âgé de 28 ans, a fait deux nouvelles tentatives d'évasion, sans succès, et il voit sa peine augmenter de treize mois, la portant au total à 9 ans et un mois au lieu des 8 ans initiaux. Belbenoît quant à lui date sa rencontre avec le journaliste américain Blair Niles et sa femme de New-York au début du mois d'avril («Dry Guillotine: Fifteen Years Amongst the Living Dead, page 187 »). La journaliste Mme Blair Niles publiera une biographie romancée de Belbenoît en 1928 aux Etats-Unis sous le titre «Condemned to Devil's Island: The Biography of an Unknown Convict».

#### Nouvelle tentative d'evasion et fin de peine
En vertu de la promesse au gouverneur Juvanon de totaliser trois mois sans le moindre rapport défavorable, il écrivit des Îles au gouverneur pour lui rappeler sa promesse de le rayer de la liste des incorrigibles et de l’envoyer au pénitencier de Cayenne («Dry Guillotine: Fifteen Years Amongst the Living Dead, page 222» ). A Cayenne le 30 octobre 1927, il ne revit pas le gouverneur Juvanon renvoyé en France.

Le jugement de Belbenoît sur la capitale de la Guyane "tafiaville" est une critique acerbe et sans appel du système du bagne de Guyane, Cayenne étant présentée comme un symbole de la déchéance humaine et de l’échec du projet colonial français : 
«Connaître Cayenne, c’est toucher le fond de la dégradation humaine. C’est bien le genre de capitale qu’on est en droit d’attendre d’une colonie qui, après trois siècles de domination française, et seule possession française en Amérique du Sud, n’a pu envoyer que des ailes de papillons et des singes empaillés à l’Exposition coloniale de 1931 à Paris.»
— Dry Guillotine: Fifteen Years Amongst the Living Dead (1938), page 219 
Ne renonçant pas à ses projets d'évasion, Belbenoît élabore de s'évader par caboteur français «Oyapoc» qui desservait Saint-Georges, à la frontière du Brésil. Confondu par un gendarme sous une autre identité parmi les passagers, Belbenoît est de nouveau déclaré évadé le 17 mars 1928 et réintégré le 18 mars 1928 à Cayenne. De retour à Saint-Laurent, il est condamné à six mois de travaux forcés supplémentaires par le Tribunal Maritime Spécial le 24 novembre 1928 pour motif  "Usage d'une pièce d'identité délivrée sous un autre nom que le sien". Il est interné aux Îles du Salut le 22 décembre 1928 et déclaré aux îles le 1er janvier 1929. Envoyé au pénitencier de l'île Saint-Joseph, Belbenoît est de nouveau puni à 4 jours de cachot aux îles en mai 1929 au motif "réclamations non fondées". Belbenoît est déclassé des "tuberculeux" (T.B.) le 6 juillet 1929.
Belbenoît est de retour à Cayenne le 21 juillet 1929. En septembre de la même année il est puni de 8 jours de cachot pour "absence à la corvée". Belbenoît est déclaré toujours à Cayenne le 1er janvier 1930.

### Protestation contre les conditions de détention au bagne
De retour au Bagne de Cayenne, René Belbenoît signe une pétition protestant contre les conditions de détention. Les révoltes de Belbenoît agacent l'administration du Bagne et lui valent d'être placé sous surveillance spéciale, en 1925 et 1926, mais suscitent toutefois un vif débat dans la presse de l'époque. Il est à noter que le dossier de matricule de Belbenoît ne mentionne pas ce type de disposition importante et spéciale mais mentionne une lettre écrite au ministre de la Justice le 13 novembre 1926 (bordereau a.v. 1275). D'ailleurs sa demande de libération conditionnelle est rejetée le 28 janvier 1926. Une punition de 30 jours de cachot lui est délivrée en novembre 1928 au motif "correspondance mensongère" pourrait être liée aux mesures de surveillance de la part de l'administration.

### Première libération et emprisonnement pour rupture de résidence
René Belbenoît est libéré du Bagne de Cayenne, le 21 septembre 1930, après avoir purgé ses 9 ans de détention. Bien que libre, Belbenoît est contraint de rester en Guyane à l'extérieur de Cayenne pendant 10 ans pour le "doublage" de sa peine (régime de Quatrième-Première). Alors il bénéficie exceptionnellement sur intervention du gouverneur Siadous (Arrêté Gouvernemental numéro 1140,), le 18 octobre 1930, d'une autorisation d'obtenir un passeport et de résider au Venezuela avec dispense d'appel, pour une durée d'un an. Belbenoît choisi le Panama car dans une correspondance, Mme Niles le conseillait d’aller à Panama car elle pensait pouvoir l’aider à trouver du travail dans la zone américaine du Canal  («Dry Guillotine: Fifteen Years Amongst the Living Dead, page 284» ). Belbenoît parvient à retrouver au Panama la journaliste qui l'avait interviewé et trouve du travail comme jardinier au Gorgas Memorial Hospital,. Mais il s'agirait plutôt de William La Varre («Dry Guillotine: Fifteen Years Amongst the Living Dead, page 9»).

Souhaitant aller demander en France un passeport permanent, Belbenoît embarque dans un bateau menant au Havre le 19 octobre à destination de la France.
«Mais j’étais allé chercher la justice en France, un nouveau passeport et peut-être mon pardon. C’était là ma faute. J’aurais dû rester à Panama..»
— Dry Guillotine: Fifteen Years Amongst the Living Dead (1938), page 290 
Le 2 novembre 1931, la police du Havre vint au-devant de son bateau sur la vedette du service de santé, monta à bord, examina ses papiers et l’arrêta. Belbenoît est inculpé pour violation de sa liberté conditionnelle et pour avoir enfreint son astreinte à résidence à la Guyane. Il retourne en prison dans l'attente de son jugement. Il intègre d'abord la prison de Saint-Martin-de-Ré le 15 janvier 1932, avant de retourner en Guyane,.
Le 29 septembre 1933, Belbenoît est renvoyé en Guyane par le cargo qui transporte aussi Henri Charrière, alias «Papillon». Le trajet dure quinze jours et les condamnés arrivent au Bagne de Cayenne, le 14 octobre 1933, pour y effectuer leur peine. Belbenoît est ensuite puni de 30 jours de cachot à Saint-Laurent du Maroni en décembre 1933 pour motif "indiscipline". Il est condamné par le Tribunal Maritime Spécial (T.M.S.) le 17 janvier 1934 pour motif de "rupture de résidence" à trois ans de travaux forcés supplémentaires. La peine ayant commencé le 3 novembre 1931 lors de son arrestation au Havre. Enfin il est puni de 15 jours de cachot supplémentaire à Saint-Laurent en avril 1934 au motif "Réponse incorrecte au surveillant". Il est ensuite mis à l'écart et envoyé aux îles du Salut puisque déclaré présent le 1er juillet 1934. Il est ensuite déclaré présent à Saint-Laurent du Maroni le 17 octobre 1934.
Belbenoît aura, selon son registre de matricule de bagnard, a totalisé 421 jours de cachot pour punitions diverses durant sa période de détention. Sa peine ayant commencé le 12 septembre 1921, son registre indique d'abord une libération le 12 septembre 1929, raturée, corrigée au 20 septembre 1929, puis ajoutée au 20 mars 1930, et enfin annotée au 3 novembre 1934.

### Deuxième libération, ultimes évasions et embarquement pour l'Amérique
René Belbenoît est libéré le 2 novembre 1934 sous le régime de Quatrième-Première ( Matricule 16444) c'est-à-dire astreint à la résidence perpétuelle en Guyane. Cette disposition pour les peines aux Travaux Forcés supérieures avait été instituée par l'article 6 de la loi impériale du 30 mai 1854  imposant un temps de résidence dans la colonie égal à celui de la condamnation si celle-ci est inférieure à 7 ans. Au-delà, la résidence obligatoire devient perpétuelle.
Après avoir purgé ses trois ans de prison supplémentaires, incapable de tolérer son statut de Quatrième-Première, qui le contraint à toujours rester en Guyane, Belbenoît planifie une énième évasion. Il rencontre cinq autres condamnés, surnommés : "Bébert" ("qui avait donné un coup-de-poing en pleine figure à un surveillant corse et reçu une balle dans la tête de celui-ci, en plus de quatre ans de réclusion") , "Dadar" ("condamné à cinq ans de travaux forcés pour un premier cambriolage"), "Casquette" ("condamné à quinze ans pour avoir tué sa maîtresse"), "Panama" ("Il s’était évadé et avait vécu paisiblement pendant douze ans en Colombie") et "Chiflot" ("condamné à cinq ans pour avoir tué en état de légitime défense un congolais, marin et souteneur à Montmartre), qui sont également sujet à l'astreinte de résidence. Les six hommes s'accordent pour s'échapper à leur "doublage" et Belbenoît supervise l'évasion à Saint-Laurent.

Le 2 mai 1935 à six heures du soir, les six hommes quittent la colonie par voie maritime. Ils voyagent pendant quatorze jours («Dry Guillotine: Fifteen Years Amongst the Living Dead, page 300 ») dans un bateau de dix-neuf pieds avant d'atteindre l'île de Trinidad où les Anglais leur confient un chalutier. Belbenoit dans son livre parle plutôt de l'achat d'un ancien canot de sauvetage avec un mât et une voile («Dry Guillotine: Fifteen Years Amongst the Living Dead, page 304»). Il y rencontre à l’asile de l’Armée du Salut ,William La Varre, Membre de la Société Royale de Géographie (The Harvard Club New) de York City, qui réunira ses éléments biographiques et sera l'auteur de l'introduction de son livre:
«A l'île de Trinidad, emportée par la queue d’une tornade, une frêle pirogue indienne avait gagné l’île. À bord, selon le Trinidad Guardian, se trouvaient six Français affamés et à moitié noyés, six fugitifs qui, après dix-sept jours de navigation sur une mer démontée, avaient réussi à s’échapper de l’île du Diable, la colonie pénitentiaire de la Guyane française...»
Dry Guillotine: Fifteen Years Amongst the Living Dead (1938), Introduction, page 9.

Le 10 juin, une vedette de la marine britannique les prit en remorque et ils quittèrent ainsi le port de Port of Spain. Seize jours après leur départ, leur nouvelle embarcation s'échoue en Colombie à la pointe des Gallinas, dans le désert de La Guajira  à 1 100 km au nord de Bogota. Ils auraient été dépouillés par les indiens Wayuu de tous leurs effets personnels. Leur embarcation endommagée ils décidèrent de continuer à pied en longeant les côtes. Quatre jours après dans la petite ville côtière de Santa Marta, ils sont arrêtés par les autorités colombiennes. Transférés à Barranquilla et incarcérés à la prison «Cárcel Nacional», la prison civile et militaire, dans l'attente d'être renvoyés au Bagne de Cayenne. C'est dans les geôles colombiennes que Belbenoît élabore son « Plan ultime », afin de ne jamais retourner à Saint-Laurent-du-Maroni, sa destination s'il est extradé.
«Mais cette même après-midi, appuyé aux lourds barreaux de ma cellule, je regardai l'immensité de la masse verte de la jungle, s'étirant vers le Nord comme une mer ondulée et je me dis que je mettrais tout en œuvre pour m’évader avant l’arrivée du bateau français. J’aimais encore mieux mourir en Colombie que de retourner vivre au bagne !»
— Dry Guillotine: Fifteen Years Amongst the Living Dead (1938), page 314 
En avril 1936, profitant d'être placé à l'isolement, Belbenoît s'évade de prison avec la complicité d'Indiens. Néanmoins Belbenoît écrit dans son livre qu'il s'évada grâce à la complicité du sous-directeur de la prison («Dry Guillotine: Fifteen Years Amongst the Living Dead, page 316 »). Arrivé à Carthagène il retrouva un ancien condamné. Chez ce condamné il y appris l'arrestation de Chifflot dans la presse et poursuivi sur le Panama.
Âgé de 37 ans, il entame une cavale de 11 mois et gagne clandestinement Los Angeles par cargo en mars 1937. Il y rencontre une seconde fois William La Varre au la zone américaine du canal de Panama.

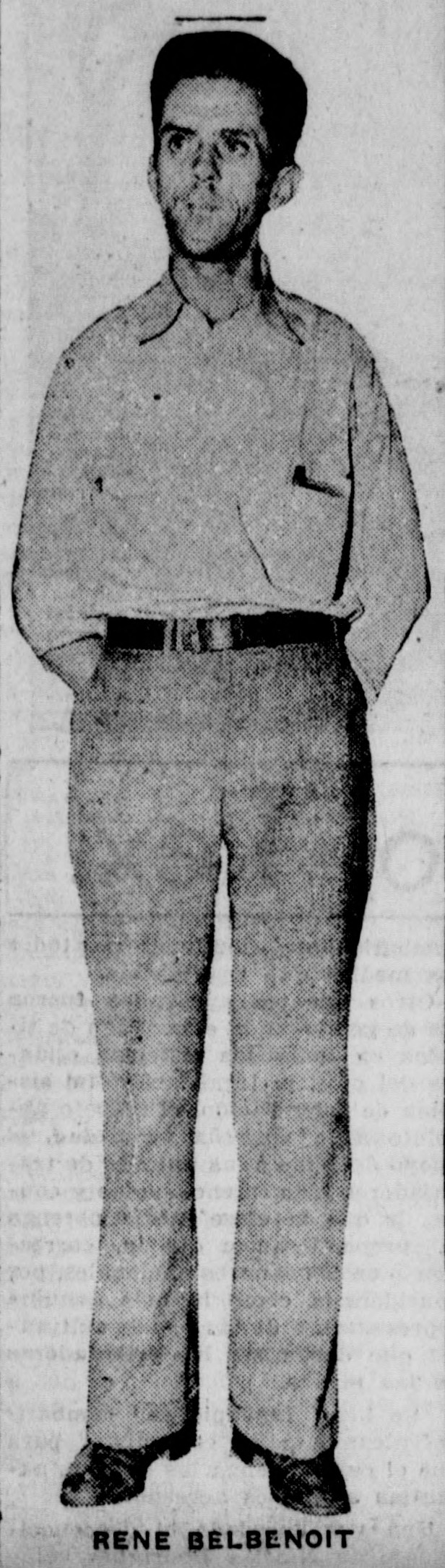
René Belbenoit en 1937

### Succès en Amérique et obtention de la nationalité américaine
Alors qu'il est encore prisonnier à Cayenne, Belbenoît fait la connaissance de l'écrivaine américaine Blair Niles, qui lui achète plusieurs de ses récits pour les utiliser dans son livre Condemned to Devil's Island (1928). Mme Niles paya généreusement Belbenoît pour son travail, et cet argent finança ses deux tentatives d'évasion suivantes.
René Belbenoît arrive en Amérique en mars 1937 et entreprend alors de faire publier le récit de son séjour au bagne. Ses exploits et sa description de la vie des forçats, écrits en prison, et dont il a acheminé le manuscrit tout au long de ses dernières pérégrinations, recouvert de papier huilé, paraissent en 1938 sous le titre Dry Guillotine (en) (Guillotine sèche, titre emprunté à Albert Londres). La diffusion de son récit dépassera le million d'exemplaires et inspirera fortement le récit Papillon d'Henri Charrière. Il vaut au jeune forçat la célébrité et la sympathie de l'opinion américaine tout en exacerbant le ressentiment des autorités françaises. 

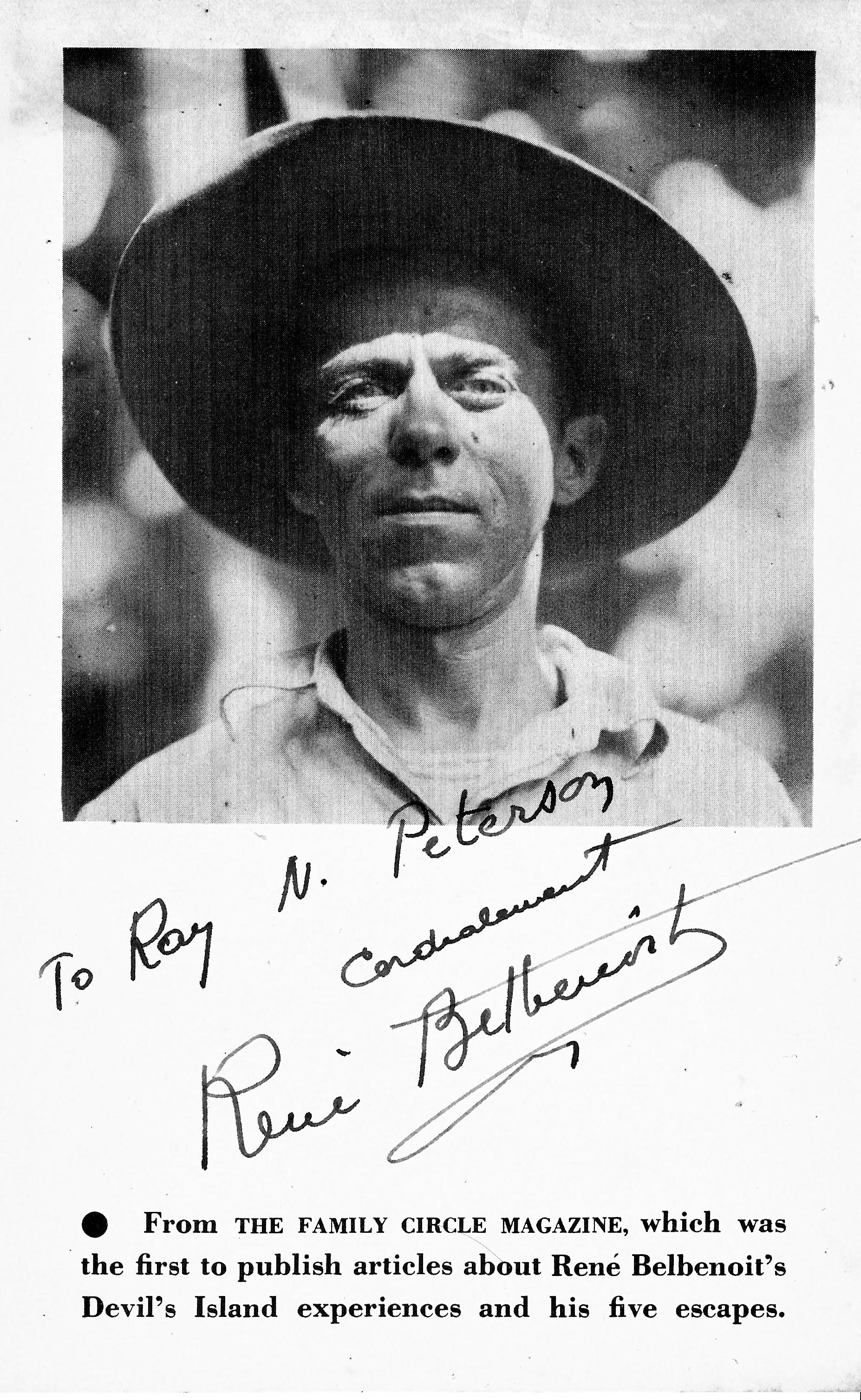
Autographe édition 1938 "The dry Guillotine"

Contraintes de répondre à l'insistance des autorités françaises tout en ménageant l'opinion de leurs propres citoyens, les autorités américaines finissent par expulser Belbenoît.
En janvier 1940, Belbenoît repart en Amérique centrale, d'où il suit les statistiques de vente de son deuxième ouvrage Hell On Trial. Salvador, Costa Rica, Mexique, Belbenoît est traqué de toute part, car la pression française ne se relâche pas. Âgé de 41 ans, il finit par repasser à la nage le Rio Grande pour gagner le Texas où il est immédiatement arrêté, condamné à un an de prison et emprisonné pour immigration clandestine.
En 1941, au terme de sa peine, Belbenoît est libéré de prison. Il échappe de peu à l'extradition vers la France, en raison de la Seconde Guerre mondiale ; échappant ainsi, très vraisemblablement, à un nouveau séjour en Guyane. Belbenoît s'installe à Los Angeles.
Il semble qu'il a été employé par Warner Bros pendant un certain temps. Il a travaillé comme conseiller sur le film de 1944 Passage to Marseille. avec Humphrey Bogart, Claude Rains, Michèle Morgan, fiction racontant en 1943, l'histoire d'un journaliste menant une enquête sur un homme nommé Matrac, opposé aux accords de Munich, accusé de meurtre et déporté à l'île du Diable. En 1934  à Saint-Laurent, Belbenoît avait déjà fourni détails et matériel documentaire à un américain qui travaillait pour une compagnie de cinéma et qui était venu en Guyane par avion, à sa recherche, pour se documenter avant de tourner un film basé sur le livre de Blair Niles. Il le paya 200 cent dollars, participant ainsi au financement de son évasion («Dry Guillotine: Fifteen Years Amongst the Living Dead, page 289»).
En 1945, Belbenoît épouse Lee Gumpert, sa troisième femme, à Los Angeles. « Alien permanent », il parviendra à demeurer aux États-Unis, d'autorisation temporaire en autorisation temporaire, jusqu'en 1953 où il quittera les États-Unis une dernière fois pour y revenir et recevoir un tampon officiel sur son permis de résidence définitive. Ne pouvant obtenir une quelconque grâce présidentielle et un droit de retour en France, Belbenoît forme une démarche afin d'obtenir la nationalité américaine.
En janvier 1956, soit près de 19 ans après son arrivée en Amérique, Belbenoît obtient finalement la nationalité américaine, après plus de 34 ans de privation de tous droits civiques. Désormais âgé de 57 ans, Belbenoît avoue avoir retrouvé sa « liberté » en tant que citoyen américain, qualifiant au passage la justice française de « désolante » et « écœurante ».

### Fin de vie
René Belbenoît se retire ensuite à Lucerne Valley, Californie, pour ouvrir le René's Ranch Store en janvier 1956  une petite localité du désert de Mojave, en Californie (lieu où il s'était retiré depuis 1950). Le René's Ranch Store Store à Lucerne Valley était situé à l'intersection de Old Woman Springs Road (State Route 247) et de State Route 18, là où se trouvent maintenant la station-service Shell et Halleck's Market.
René Belbenoît est retrouvé mort d'une crise cardiaque à l'âge de 59 ans, assis sur une chaise dans sa boutique le 26 février 1959 à Lucerne Valley, à quelques semaines de son 60e anniversaire. Les maladies contractées pendant son service militaire et le manque de soins médicaux durant son emprisonnement a probablement eu un impact sérieux sur sa santé: il avait conservé sa silhouette frêle et maigre, un teint terreux dû à des années de malnutrition, une cicatrice sur le visage à la suite d'une bagarre en prison, un problème pulmonaire acquis, et il avait perdu toutes ses dents pendant sa détention. Sa nécrologie est parue dans de nombreux journaux, y compris le Los Angeles Mirror, qui indiquait l'emplacement de sa sépulture.
Sa crémation se serait déroulée au Chapel Of The Pines Crematory Los Angeles, Los Angeles County, California, USA.

## Postérité
Pendant son séjour au Bagne de Guyane, Belbenoît a été le compagnon de forçats célèbres (Dieudonné, Roussenq, Seznec ...) dont il a raconté la vie dans des cahiers manuscrits qu'il vendait aux touristes ou aux gardiens. Son destin croise et recroise curieusement celui d'Henri Charrière, dit Papillon. C'est ainsi qu'après les rues de Paris, ils partageront le même convoi, en 1933, à bord du Martinière, entre Saint-Martin de Ré et Saint-Laurent-du-Maroni. De même, ils seront tous deux consacrés aux États-Unis où, 35 ans après Dry Guillotine, la première de Papillon, adaptation cinématographique du célèbre roman de Charrière, marquera pour ce dernier le début d'une notoriété mondiale.
Au-delà de la controverse, née dans les années 1970, sur la véracité des exploits d'Henri Charrière, il est communément admis que les aventures de Belbenoît firent partie de celles parmi lesquelles Charrière a effectivement puisé pour construire le héros de son roman.
En décembre 2008, un documentaire fiction inédit, Cayenne-Hollywood a été diffusé en France par la chaîne "Histoire". Adaptation du livre de Philippe Schmitz Matricule 46635, ce documentaire retrace la vie des deux hommes et les étonnants entrelacs de leurs destins respectifs.

## Ouvrages
- Dry Guillotine. Les compagnons de la Belle, Les éditions de France, 1938. Traduction de la version anglaise.
- Hell on Trial. Translated by Rambo, Preston. New York: EP. Dutton & Co. OCLC 657176527. (The sequel to Dry Guillotine.)
- Guillotine sèche, La Manufacture de livres, 2012,  (ISBN 9782358870344)